# Endothiodon
Endothiodon is een geslacht van uitgestorven synapsiden uit de Dicynodontia dat leefde tijdens het Laat-Perm.
Endothiodon was in het Laat-Perm wijdverspreid over zuidelijk Gondwana met fossiele vondsten in Zuid-Afrika (Beaufortgroep), Zambia (Madumabisa Mudstones), Tanzania (Usili-formatie), Mozambique, Brazilië (Rio do Rasto-formatie) en India (Kundaram-formatie).
Endothiodon was een van de grootste dicynodonten van het Perm met een schedellengte tot een halve meter. Het had een relatief grote kop met een stompe snuit. Endothiodon had geen slagtanden, maar wel kleine tanden in de achterste delen van de beide kaken. Het lichaam was robuust en tonvormig, waarbij de poten naar opzij uitstonden.